# Harmonised Calculation Method
Harmonised Calculation Method (HCM) ist ein international abgestimmtes Verfahren, um die Feldstärke im Sendegebiet von Funkdiensten zu ermitteln. Die Einführung durch europäische Fernmeldeverwaltungen erfolgte durch die HCM-Vereinbarung mit dem Ziel, das spezifizierte Frequenzspektrum auch in Grenznähe optimal auszunutzen und schädliche Störungen zu verhindern.

„Die Vertreter der Verwaltungen von Österreich, Belgien, der Tschechischen Republik, Deutschland, Frankreich, Ungarn, den Niederlanden,  Kroatien, Italien, Liechtenstein, Litauen, Luxemburg, Polen, Rumänien, der Slowakischen Republik, Slowenien und der Schweiz haben gemäß Artikel 6 der Vollzugsordnung für den Funkdienst diese Vereinbarung über die Koordinierung von Frequenzen zwischen 29,7 MHz und 39,5 GHz geschlossen, um gegenseitige schädliche Störungen im festen Funkdienst und im mobilen Landfunkdienst zu verhindern und um die Nutzung des Frequenzspektrums vor allem auf der Grundlage gegenseitiger Vereinbarungen zu optimieren.“

In Deutschland ist die Bundesnetzagentur die zuständige Verwaltungsbehörde; sie ist zurzeit (Februar 2009) auch die geschäftsführende Verwaltung für die HCM-Vereinbarung. Die aktuelle Version der HCM-Vereinbarung wurde im Jahr 2013 auf dem Korrespondenzweg von den beteiligten Verwaltungen angenommen und trat am 1. Juli 2013 in Kraft.
Eine Grundlage der HCM sind die der ITU-R-Empfehlung P.1546 entnommenen Feldstärkekurven.

## Anwendung der Harmonised Calculation Method
Zur Verhinderung von schädlichen Störungen werden die Landesgrenze und meist eine im Land des Koordinierungspartners befindliche x-km-Grenzlinie einer Feldstärkenberechnung nach dem HCM-Algorithmus unterzogen. Der errechnete Wert qualifiziert die Frequenz an einem bestimmten Standort zu einer voll oder eingeschränkt (Budgetierung von Systemparametern) nutzbaren Ressource.
Ein typisches Anwendungsgebiet ist die Störbetrachtung benachbarter zellulare Mobilfunknetze. Erfolgt ein Netzausbau, kann dadurch das Nachbarnetz beeinflusst werden. Schädliche Störungen erhöhen bei digitalen Netzen wie GSM oder UMTS die Bitfehlerraten dramatisch. Es erfolgt eine Aufteilung in Vorzugsfrequenzen (GSM) oder Aufteilung in Präferenz-Code-Sets (UMTS). Somit werden die Netze systembedingt durch Budgetierung entkoppelt. Bei verschiedenen Funksystemen (z. B. GSM vs. UMTS), die an Landesgrenzen aufeinander treffen, ist eine einfache Budgetierung von Ressourcen (Frequenz bei GSM bzw. Scramblingcode bei UMTS) problematisch. Die Beschränkung hat für den Netzausbau des Betreibers an Landesgrenzen oft kostenintensive Folgen.
Deutliches Zeichen eines nicht harmonisierten Funknetzes ist ein automatisches ungewolltes Einbuchen in Fremdnetze an Landesgrenzen.